# Třída Anzac
Třída Anzac je třída víceúčelových fregat Australského královského námořnictva a Novozélandského královského námořnictva. Jedná se o německý typ Blohm + Voss MEKO 200 ANZAC. Celkem bylo postaveno 10 jednotek této třídy, zařazených do služby v letech 1996 - 2006. Všechny jsou stále v aktivní službě. Australské fregaty třídy Anzac v budoucnosti nahradí nové fregaty vybrané v modenizačním programu SEA 3000.

## Stavba
Všechny fregaty postavila australská firma Transfield Defence Systems (později Tenix Defence Systems) ve své loděnici ve Williamstownu ve státě Victoria. Osm jednotek bylo postaveno pro australské a dvě pro novozélandské námořnictvo. První dodanou lodí byl v roce 1996 HMAS Anzac, zatímco poslední byla v roce 2006 fregata HMAS Perth.
Jednotky třídy Anzac:
| Jméno                     | Uživatel    | Založení kýlu     | Spuštěna          | Vstup do služby   | Status                   |
| ------------------------- | ----------- | ----------------- | ----------------- | ----------------- | ------------------------ |
| HMAS Anzac (FFH 150)      | Austrálie   | 5. listopadu 1993 | 16. září 1994     | 18. května 1996   | vyřazena 18. května 2024 |
| HMAS Arunta (FFH 151)     | Austrálie   | 22. července 1995 | 28. června 1996   | 12. prosince 1998 | aktivní                  |
| HMAS Warramunga (FFH 152) | Austrálie   | 26. července 1997 | 23. května 1998   | 31. března 2001   | aktivní                  |
| HMAS Stuart (FFH 153)     | Austrálie   | 25. července 1998 | 17. dubna 1999    | 17. srpna 2002    | aktivní                  |
| HMAS Parramatta (FFH 154) | Austrálie   | 5. června 1999    | 17. června 2000   | 4. října 2003     | aktivní                  |
| HMAS Ballarat (FFH 155)   | Austrálie   | 4. srpna 2000     | 25. května 2002   | 26. června 2004   | aktivní                  |
| HMAS Toowoomba (FFH 156)  | Austrálie   | 26. června 2002   | 16. května 2003   | 8. října 2005     | aktivní                  |
| HMAS Perth (FFH 157)      | Austrálie   | 24. července 2003 | 20. března 2004   | 26. srpna 2006    | aktivní                  |
| HMNZS Te Kaha (F77)       | Nový Zéland | 19. září 1994     | 22. července 1995 | 22. července 1997 | aktivní                  |
| HMNZS Te Mana (F111)      | Nový Zéland | 18. května 1996   | 10. května 1997   | 10. prosince 1999 | aktivní                  |

## Konstrukce

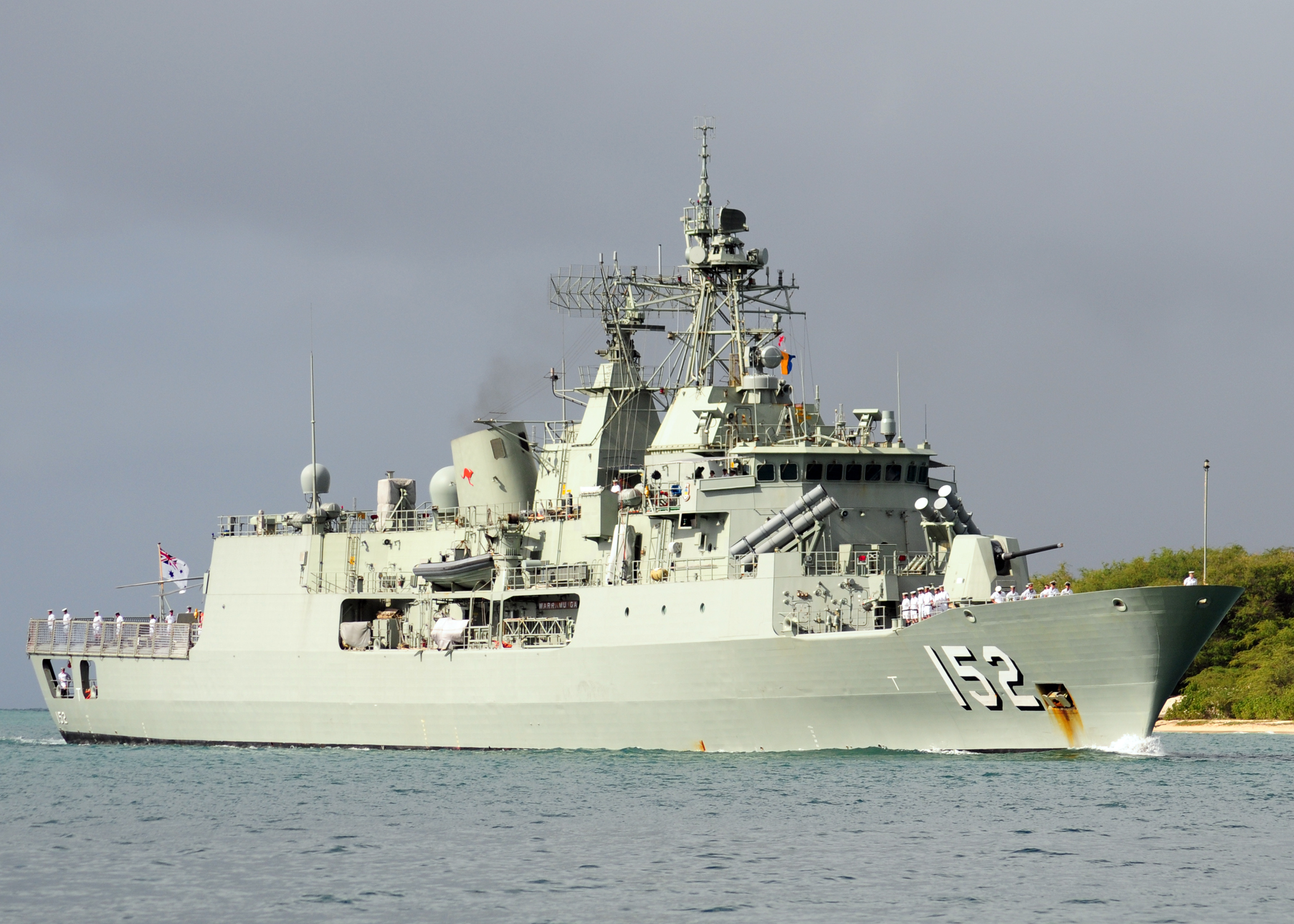
Původní podoba fregaty HMAS Warramunga před modernizací ASMD

V dělové věži na přídi je jeden 127mm lodní kanón Mk 45 Mod 2. V osminásobném vertikálním odpalovacím zařízení MK 41 je umístěno 32 protiletadlových řízených střel RIM-162 ESSM, které slouží též k obraně vůči protilodním střelám. Jedna buňka odpalovacího zařízení pojme celkem čtyři střely. Všechny jednotky také nesou osm protilodních střel Harpoon Block II. Protiponorkovou výzbroj tvoří dva trojhlavňové 324mm protiponorkové torpédomety Mk 32. Australské královské námořnictvo pro ně zakoupilo lehká protiponorková torpéda MU90 Impact. Na zádi fregat je přistávací paluba a hangár pro uskladnění jednoho protiponorkového vrtulníku MH-60R Romeo.
Pohonný systém je koncepce CODOG. Pro plavbu ekonomickou rychlostí slouží dva diesely MTU 12V 1163 TB83, každý o výkonu 8 840 hp, zatímco v bojové situaci lodě pohání plynová turbína General Electric LM2500 o výkonu 30 172 hp. Lodní šrouby se stavitelnými lopatkami jsou dva. Nejvyšší rychlost dosahuje 27 uzlů. Dosah je 6 000 námořních mil při 18 rychlosti uzlů.

## Modernizace

### Austrálie

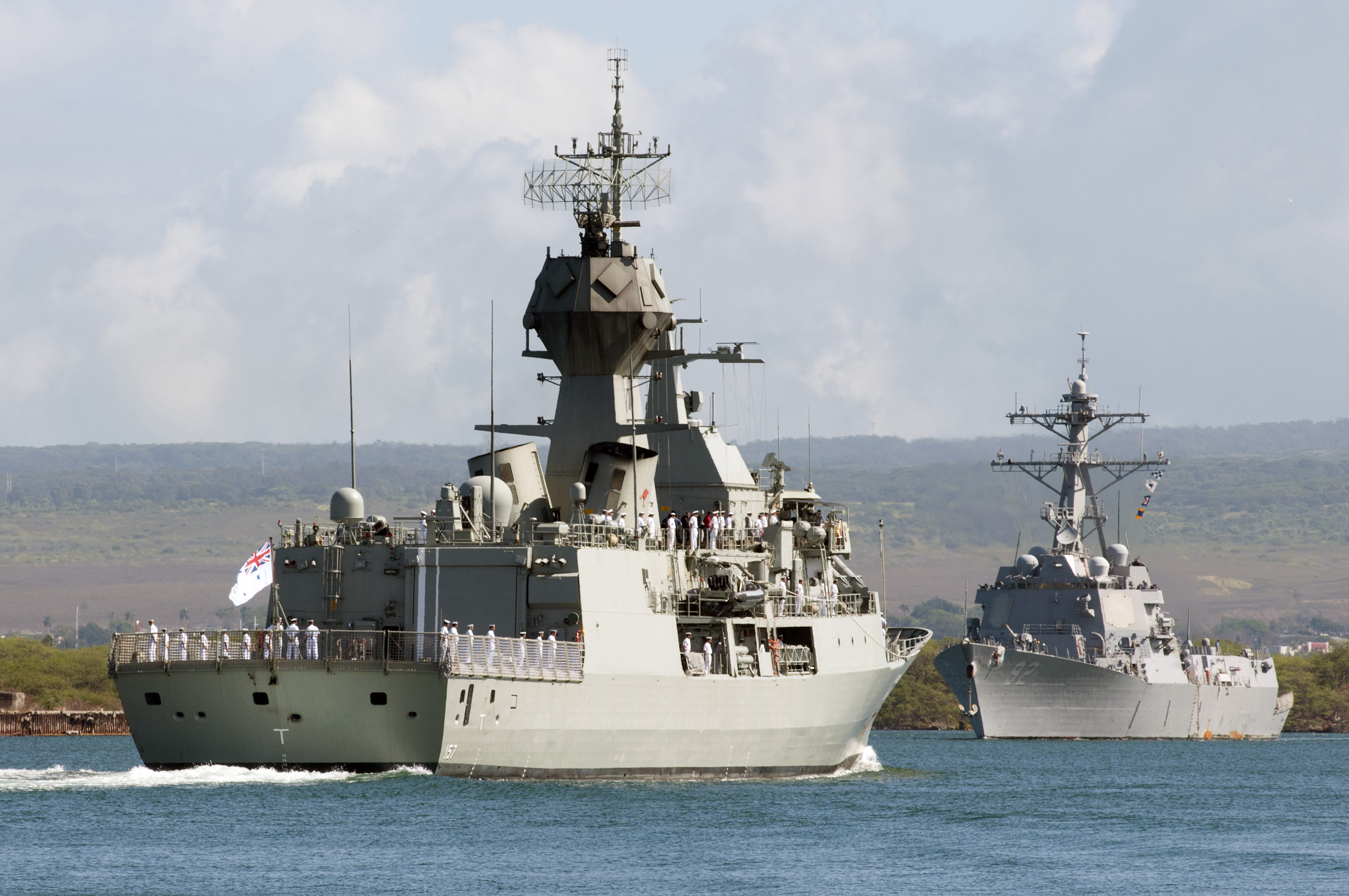
Fregata HMAS Perth po modernizaci ASMD

V letech 2012–2017 fregaty prošly modernizačním programem ASMD (Anti-Ship Missile Defence), který zlepšuje jejich schopnosti v protivzdušné obraně, a to zejména vůči protilodním střelám. Mezi hlavní změny patřila modernizace bojového řídícího systému a instalace nového stealth integrovaného stožáru s radary CEAFAR a CEAMOUNT kategorie AESA od australské společnosti CEA Technologies. Do roku 2015 byly modernizovány fregaty Perth (2011), Arunta (2014), Warramunga, Anzac a Ballarat (2015). Od května 2016 do března 2017 byla modernizována poslední australská fregata Stuart, čímž byl tento modernizační program dokončen.
Roku 2017 byla zahájena příprava střednědobé modernizace AMCAP (Anzac Mid-Life Capability Assurance Program), která má prodloužit životnost plavidel až do jejich náhrady připravovanou třídou Hunter. Mimo jiné se dotkne pohonného systému, klimatizace, detekčních a komunikačních systémů. Zásadní je úprava integrovaného stožáru od BAE Systems, který byl vybaven novým přehledovým radarem CEAFAR2-L a systémem IFF. Modernizace byla dokončena na fregatách Arunta (2019), Anzac (2020) a Toowoomba (2022).
Roku 2024 začne přezbrojování fregat novými řízenými střelami Naval Strike Missile.
V lednu 2024 společnost BAE Systems informovala o uzavření kontraktu na modernizaci Common Control System (CCS) u 127mm kanónů Mk 45 Mod 2 ve výzbroji těchto fregat. Kanóny budou vybaveny elektronikou kompatibilní s nejnovější verzí Mk 45 Mod 4 amerického námořnictva. Dokončení této modernizace u prvního plavidla je plánováno na rok 2026.

### Nový Zéland

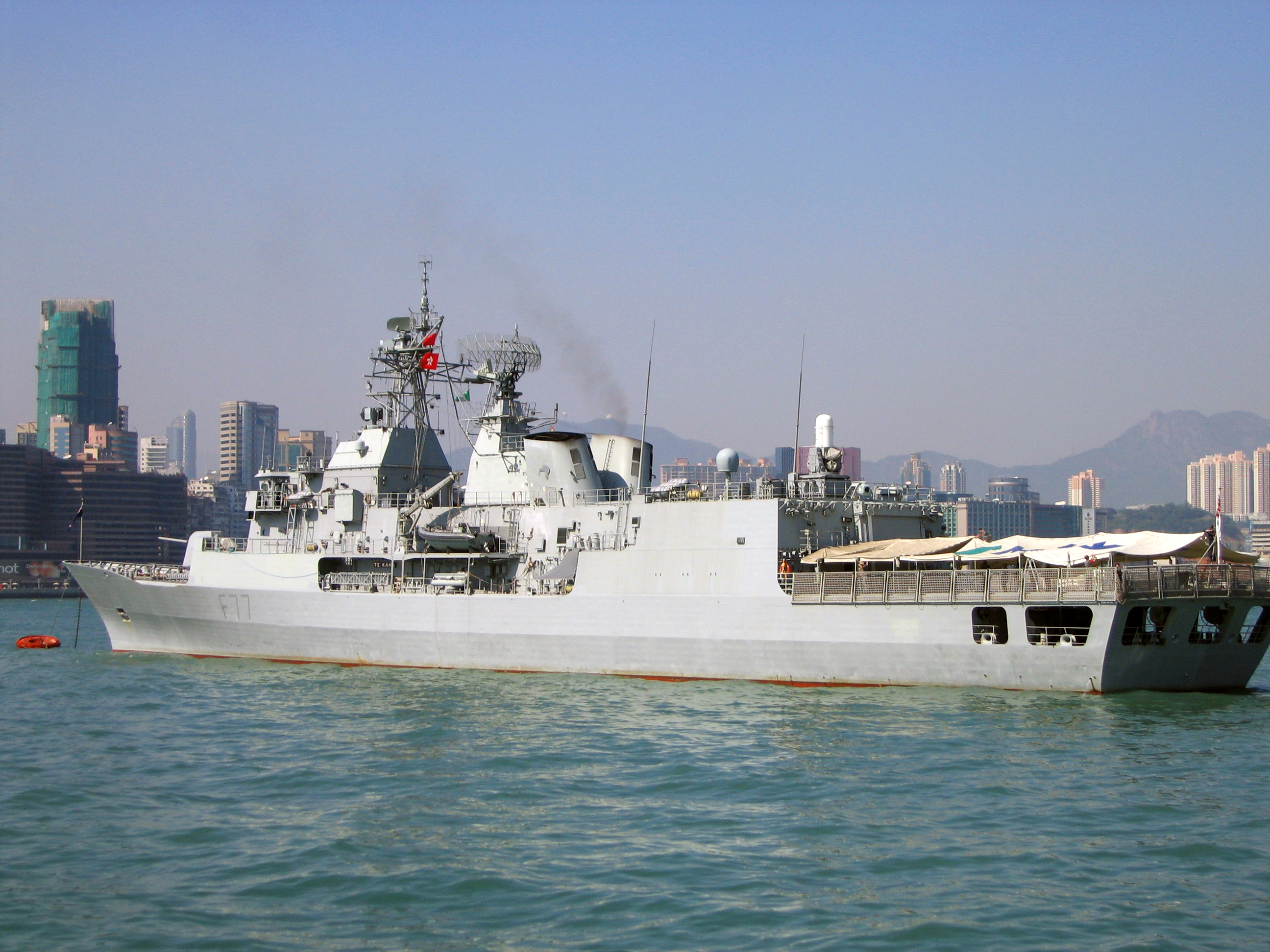
Novozélandská fregata HMZMS Te Kaha

V roce 2014 byl oznámeno, že novozélandské fregaty třídy Anzac ponesou britský protiletadlový systém MBDA Sea Ceptor využívající protiletadlových řízených střel Sea Captor. Obě plavidla rovněž dostanou 3D přehledové radary SMART-S Mk2, které mají být dodány v letech 2016–2017. Dále bylo rozhodnuto vybavit plavidla vrhači klamných cílů Rheinmetall MASS.
Na roky 2018-2020 byla naplánována modernizace bojového řídícího systému (vychází z typu Lockheed Martin CMS330), senzorů (včetně radarů, sonaru) a zbraňových systémů (Sea Captor), kterou provádí společnost Lockheed Martin Canada ve spolupráci s kanadskou loděnicí Seaspan Victoria Shipyards v Esquimaltu v provincii Britská Kolumbie. Modernizovaná fregata Te Mana se na základnu vrátila v červenci 2022.